# Светско првенство у пливању 2015 — 4×200 м слободно за жене
Такмичење у пливању у штафети 4 х 200 метара слободно за жене на Светском првенству у пливању 2015. одржало се 6. августа (квалификације у јутарњем, а финале у поподневном делу програма) као део програма Светског првенства у воденим спортовима. Трке су се одржавале у базену Казањске арене у граду Казању (Русија).
За трке је првобитно било пријављено 19 репрезентација за које је пливало укупно 80 такмичарки. Титулу светских првакиња из 2013. са успехом су одбраниле репрезентативке Сједињених Држава које су у финалу са нешто више од 3 секунде предности славиле испред другопласиране Италије. Бронзана медаља припала је репрезентацији Кине.
Америчка репрезентација у финалу је наступила у саставу Миси Френклин, Лија Смит, Кејти Маклохлин и Кејти Ледеки.

## Освајачи медаља
|                                                                       | Резултат                                   |                                            | Резултат                                |                                                          | Резултат                                   |
|                                                                       |                                            |                                            |                                         |                                                          |                                            |
| САД                                                                   | 7:45,37                                    | Италија                                    | 7:48,41                                 | Кина                                                     | 7:49,10                                    |
|                                                                       |                                            |                                            |                                         |                                                          |                                            |
| М. Френклин Л. Смит К. Маклохлин К. Ледеки С. Ранџ Ч. Чено Ш. Вриланд | (1:55,95) (1:56,86) (1:56,92) (1:55,64) ×× | А. Мицау Е. Мусо К. М. Лучети Ф. Пелегрини | (1:57,50) (1:58,66) (1:57,52) (1:54,73) | Ћу Јухан Г. Ђуенђуен Џ. Јуфеј Шен Дуо Шао Јивен Џ. Јухан | (1:56,88) (1:57,55) (1:58,73) (1:55,94) ×× |

## Званични рекорди
Пре почетка такмичења званични свестки рекорд и рекорд шампионата у овој дисциплини су били следећи:
| Рекорд                     | Име  | Резултат | Место         | Датум         |
| -------------------------- | ---- | -------- | ------------- | ------------- |
| Светски рекорд             | Кина | 7:42,08  | Рим (Италија) | 30. јул 2009. |
| Рекорд светских првенстава | Кина | 7:42,08  | Рим (Италија) | 30. јул 2009. |

У овој дисциплини нису постављени нови рекорди током трајања овог првенства.

## Квалификације
У квалификацијама се пливало у 2 квалификационе групе, у првој групи било је 9, а у другој 10 штафета. Штафета Мађарске се није појавила на старту прве квалификационе трке. Пласман у финале обезбедило је 8 штафета које су у квалификацијама оствариле најбоља времена.
Квалификационе трке пливане су 6. августа у јутарњем делу програма, са почетком у 10:57 по локалном времену.
| ПЛ. | Трка | Стаза | Штафета          | Састав | Резултат | Нап. |
| --- | ---- | ----- | ---------------- | --- | -------- | ---- |
| 1.  | 2    | 3     | Италија          | Аличе Мицау (1:58,78) Ерика Мусо (1:58,05) Кјара Масини Лучети (1:59,08) Федерика Пелегрини (1:56,60)                | 7:52,51  | КВ   |
| 2.  | 1    | 5     | САД              | Лија Смит (1:57,52) Сијера Ранџ (1:58,65) Челси Чено (1:58,04) Шенон Вриланд (1:58,40)                               | 7:52,61  | КВ   |
| 3.  | 2    | 5     | Аустралија       | Бронте Барат (1:57,67) Џесика Ешвуд (1:58,98) Лија Нил (1:57,69) Ема Макион (1:58,32)                                | 7:52,66  | КВ   |
| 4.  | 2    | 8     | Шведска          | Луис Хансон (1:58,45) Мишел Колеман (1:58,18) Стина Гардел (2:01,25) Сара Шестрем (1:55,69)                          | 7:53,57  | КВ   |
| 5.  | 2    | 2     | Кина             | Ћу Јухан (1:56,93) Шао Јивен (1:59,44) Џанг Јухан (1:59,67) Гуо Ђуенђуен (1:58,27)                                   | 7:54,31  | КВ   |
| 6.  | 2    | 4     | Јапан            | Чихиро Игараши (1:58,52) Рикако Икеје (1:58,86) Сачи Мочида (1:58,36) Томоми Аоки (1:58,84)                          | 7:54,58  | КВ   |
| 7.  | 2    | 9     | Велика Британија | Шобан-Мари О'Конор (1:58,58) Ребека Тарнер (1:58,47) Ели Фолкнер (1:59,21) Хана Мајли (1:58,73)                      | 7:54,99  | КВ   |
| 8.  | 2    | 7     | Француска        | Шарлот Боне (1:57,3) Корали Балми (1:57,36) Марго Фабр (1:59,93) Офели-Сиријел Етијен (2:00,46)                      | 7:55,08  | КВ   |
| 9.  | 1    | 6     | Русија           | Викторија Андрејева (1:58,84) Вероника Попова (1:57,75) Арина Опењишева (1:59,11) Дарија Мулакајева (1:59,49)        | 7:55,19  |      |
| 10. | 1    | 0     | Бразил           | Мануела Лиријо (1:58,72) Жесика Каваљеиро (1:59,64) Жоана Марањао (1:59,57) Лариса Оливеира (1:59,22)                | 7:57,15  |      |
| 11. | 1    | 1     | Канада           | Кетрин Савард (1:59,63) Елисон Акман (1:59,43) Емили Оверхолт (1:58,62) Кенеди Гос (1:59,63)                         | 7:57,31  |      |
| 12. | 1    | 4     | Немачка          | Александра Венк (2:01,21) Аника Брун (1:59,67) Марлен Хутер (2:00,99) Јоана Фридрих (1:59,61)                        | 8:01,48  |      |
| 13. | 1    | 7     | Аустрија         | Лиза Цајзер (2:00,69) Клаудија Хуфнагл (2:00,82) Јердис Штејнегер (2:00,58) Лена Кројндл (2:03,14)                   | 8:05,23  |      |
| 14. | 2    | 6     | Хонгконг         | Камил Ченг (2:00,79) Стефани Ау (2:03,30) Сзе Ханг Ју (2:01,65) Шобан Хаухи (2:00,77)                                | 8:06,51  |      |
| 15. | 2    | 0     | Швајцарска       | Данијел Виљарс (2:02,69) Ноеми Жирард (2:00,77) Мартина ван Беркел (2:03,26) Марија Уголкова (2:01,87)               | 8:08,59  |      |
| 16. | 1    | 3     | Колумбија        | Хесика Кампосано (2:04,24) Исабела Арсила (2:06,47) Каролина Колорадо Енао (2:04,56) Марија Алварез Пуљесе (2:03,77) | 8:19.04  |      |
| 17. | 1    | 2     | Турска           | Гизем Бозкурт (2:03,04) Јекатерина Аврамова (2:07,25) Халиме Зулал Зерен (2:07,55) Мерве Ероглу (2:06,55)            | 8.24,39  |      |
| 18. | 2    | 1     | Сингапур         | Квах Тинг Вен (2:03,17) Аманда Лим (2:06,73) Марина Чан (2:09,02) Рејчел Ценг (2:05,68)                              | 8:24,60  |      |
| 19  | 1    | 8     | Мађарска         | | ××       | НН   |

Напомена: КВ - квалификација; НН - нису наступиле

## Финале
Финална трка пливана је 6. августа у вечерњем делу програма, са почетком у 19:16 по локалном времену.
| ПЛ. | Стаза | Штафета          | Састав                                                                                                | Резултат | Нап. |
| --- | ----- | ---------------- | --- | -------- | ---- |
|     | 5     | САД              | Миси Френклин (1:55,95) Лија Смит (1:56,86) Кејти Маклохлин (1:56,92) Кејти Ледеки (1:55,64)          | 7:45,37  |      |
| 2   | 4     | Италија          | Аличе Мизау (1:57,50) Ерика Мусо (1:58,66) Кјара Масини Лучети (1:57,52) Федерика Пелегрини (1:54,73) | 7:48,41  |      |
| 3   | 2     | Кина             | Ћу Јухан (1:56,88) Гуо Ђуенђуен (1:57,55) Џанг Јуфеј (1:58,73) Шен Дуо (1:55,94)                      | 7:49,10  |      |
| 4.  | 6     | Шведска          | Сара Шестрем (1:54,31) Луис Хансон (1:57,72) Мишел Колеман (1:57,36) Ида Марко-Варга (2:00,85)        | 7:50,24  |      |
| 5.  | 1     | Велика Британија | Шобан-Мари О'Конор (1:57,78) Џазмин Карлин (1:56,35) Ребека Тарнер (1:58,28) Хана Мајли (1:58,19)     | 7:50,60  |      |
| 6.  | 3     | Аустралија       | Бронте Барат (1:58,14) Џесика Ешвуд (1:58,32) Лија Нил (1:58,29) Ема Макион (1:56,27)                 | 7:51,02  |      |
| 7.  | 7     | Јапан            | Чихиро Игараши (1:58,20) Рикако Икеје (1:57,70) Сачи Мочида (1:59,16) Томоми Аоки (1:59,56)           | 7:54,62  |      |
| 8.  | 8     | Француска        | Шарлот Боне (1:58,15) Корали Балми (1:57,59) Кло Аш (1:59.76) Марго Фабр (2:00,48)                    | 7.55,98  |      |